# The Englishwoman's Review
The Englishwoman's Review (La Revista de la Mujer Inglesa) fue un periódico feminista publicado en Inglaterra entre 1866 y 1910.

## La publicación
Hasta 1869 su nombre completo era The Englishwoman's Review: a journal of woman’s work (La Revista de la Mujer Inglesa: una revista del trabajo de la mujer), y en 1870 (después de una interrupción en la publicación) pasó a llamarse The Englishwoman's Review of Social and Industrial Questions (La Revista de la Mujer Inglesa de Cuestiones Sociales e Industriales).
Una de las primeras revistas feministas, The Englishwoman's Review, fue producto del primer movimiento de mujeres. Su primera editora fue Jessie Boucherett, que lo veía como el sucesor del English Woman's Journal (1858-1864). Los editores posteriores fueron Caroline Ashurst Biggs, Helen Blackburn y Antoinette Mackenzie.
La Englishwoman's Review participó y registró un gran cambio en el abanico de posibilidades abiertas a las mujeres. El ideal de la revista era el ideal de la emergente mujer emancipada de clase media: independencia económica de los hombres, elección de ocupación, participación en las empresas hasta entonces masculinas del comercio y el gobierno, acceso a la educación superior, admisión en las profesiones masculinas, en particular la medicina, y, por supuesto, el derecho al sufragio igual al de los hombres. La conducta de la revista ejemplificaba su dedicación a una vida seria y activa para las mujeres. Hacía un registro trimestral y, durante diecinueve de sus cuarenta y cuatro años, también mensual de las campañas públicas y las carreras individuales que dieron vida a las diversas posibilidades de la actividad femenina adulta fuera del hogar, la fábrica y el taller. En sus páginas se puede rastrear el crecimiento del trabajo profesional de la mujer en muchos campos, desde los comienzos en los que unas pocas pioneras alcanzaron el éxito hasta el establecimiento final de instituciones diseñadas para dar cabida al gran número de mujeres que siguieron sus pasos. A pesar de la variedad de actividades tratadas en la Revista, ésta mantiene un ideal coherente de la mujer como persona responsable, autosuficiente, inteligente y trabajadora, un ideal que contrasta con las nociones imperantes a mediados de siglo del ángel en la casa.

## Colaboradoras
Entre sus colaboradoras más notables cabe destacar a las siguientes:
- Amelia Sarah Levetus
- María Lowndes[6]
- Lady Margarita Sackville
- Ethel Rolt Wheeler